# Enancjomery
Enancjomery – para nienakładalnych na siebie cząsteczek chemicznych, które są wzajemnymi odbiciami lustrzanymi (podobnie jak prawa i lewa dłoń). Są jednym z rodzajów stereoizomerów.
Dwa enancjomery skręcają światło spolaryzowane w przeciwnych kierunkach, a niektóre (nie wszystkie) mogą tworzyć lewo- i prawoskrętne formy krystaliczne. Oprócz tego wszystkie własności fizyczne i olbrzymia większość chemicznych są dla obu enancjomerów niemal identyczne. Istnieją tylko różnice energii niektórych wiązań chemicznych na poziomie rzędu 10−5 ich średniej energii, które mają pewien minimalny wpływ na trwałość termodynamiczną enancjomerów.
Podstawowe metody, pozwalające rozróżnić między sobą dwa enancjomery bądź ich roztwory, opierają się na interakcjach z innymi związkami chiralnymi lub ze spolaryzowanym (a szczególnie spolaryzowanym kołowo) promieniowaniem elektromagnetycznym. Dzięki tym metodom możliwe jest określanie nie tylko konfiguracji absolutnej, ale także nadmiaru enancjomerycznego.
To, czy dany związek ma swój enancjomer, czy też jego odbicie lustrzane jest tożsame z nim samym, zależy od ogólnej budowy przestrzennej danego związku. Zdolność związku do posiadania swojego enancjomeru zależy od cechy geometrycznej zwanej chiralnością. W przypadku związków organicznych niezawierających układów cyklicznych, koniecznym – ale nie zawsze wystarczającym – warunkiem chiralności jest występowanie przy choć jednym z atomów węgla czterech różnych podstawników. Wyjątkiem są odpowiednio podstawione alleny.
Wiele związków wykazuje diametralnie różną aktywność biologiczną w zależności od tego, którym w parze jest enancjomerem.
Na przykład (+)-glukoza jest w pełni przyswajalna przez organizm, zaś (−)-glukoza nie jest w ogóle przyswajalna (mimo że w smaku jest słodka).

Enancjomery glukozy

Również wiele leków syntetycznych wykazuje szkodliwe lub lecznicze działanie zależnie od swojej formy enancjomerycznej. Najsłynniejszym przykładem leku, którego jeden enancjomer ma działanie lecznicze, a drugi – silnie mutagenne, jest talidomid.
Bardzo długo sądzono, że niemożliwe jest otrzymanie pojedynczych, czystych enancjomerów na drodze sztucznej syntezy, wychodząc z substratów niechiralnych. Obecnie jest to już możliwe, aczkolwiek w tym przypadku konieczne jest wciąż stosowanie chiralnego katalizatora. Postępy w technikach syntezy asymetrycznej w latach 70. i 80. XX w. doprowadziły do rozwoju wydajnych sposobów otrzymywania czystych enancjomerów na drodze czysto syntetycznej i obecnie wiele leków jest dostępnych jako czyste enancjomery.